# Joaquim Massena
Joaquim Orlando Fonseca Massena (Sé, Porto, 17 de Junho de 1953) é um arquitecto português.
Licenciado em Arquitectura em 1986, Joaquim Massena é mestre em Restauro e Reabilitação do Património (1997) pela Universidade de Alcalá de Henares, Madrid, Espanha. É, desde 1992, professor convidado no departamento de Arquitectura da Escola Superior Artística do Porto e no departamento de Planeamento e Gestão Urbanística do Instituto Superior Politécnico de Gaia.
Em 1989 inicia a actividade privada e, em 1992, funda o atelier Joaquim Massena, actualmente situado no Centro Histórico do Porto.
Ainda em 1992, ganha o 1º prémio com distinção e unanimidade para o projecto de Reabilitação do Mercado do Bolhão, não tendo sido atribuído o segundo lugar, mas apenas dois terceiros lugares.
Em 2000, recebe a Menção Honrosa, no prémio João Almada, atribuída pela Câmara Municipal do Porto a obras de referência na Reabilitação do Património.
Esteve ligado durante 12 anos, ao sector público de Urbanismo das Câmaras Municipais do Porto e Vila Nova de Gaia e em 2009 conclui o Restauro da Igreja da Lapa no Porto.
Joaquim Massena tem participado em encontros internacionais sobre arquitectura de raiz e de reabilitação do património em Espanha, Itália, Cuba e Estónia.

## Projectos e obras
- Mercado do Bolhão (Porto), prémio para projecto de restauro e reabilitação
- Igreja da Lapa (Porto), projecto de restauro e reabilitação
- Campus Escolar Serra do Pilar (Vila Nova de Gaia)
- Cine-teatro Eduardo Brazão (Valadares)
- Parque da Lavandeira, Parque da cidade de Vila Nova de Gaia
- Complexo desportivo e estádio municipal de Vila Nova de Gaia
- Museu do Papel
- Requalificação do Complexo Artístico e Residencial da Fábrica de Cerâmica das Devesas
- Academia de Música de Vilar do Paraíso (Vilar do Paraíso)
- Igreja de S. João Novo na Cidade do Porto (Projeto de Conservação e Restauro)
- Igreja de S José das Taipas na Cidade do Porto (Projecto de Conservação e de Restauro)
- Igreja de S Nicolau na Cidade do Porto (Projecto de Conservação e Restauro)
- Capela de Nossa Senhora do Ó (Projecto de Conservação e Restauro)